# Kerfank 1870
Kerfank 1870 est une chanson du groupe Tri Yann, parue dans l'album Urba en 1978.
Elle évoque le camp de Conlie où campait l'Armée de Bretagne durant la guerre franco-allemande de 1870. La musique dansante est traditionnelle. Mis à part le premier couplet en breton, le reste de la chanson est en français.

## Histoire

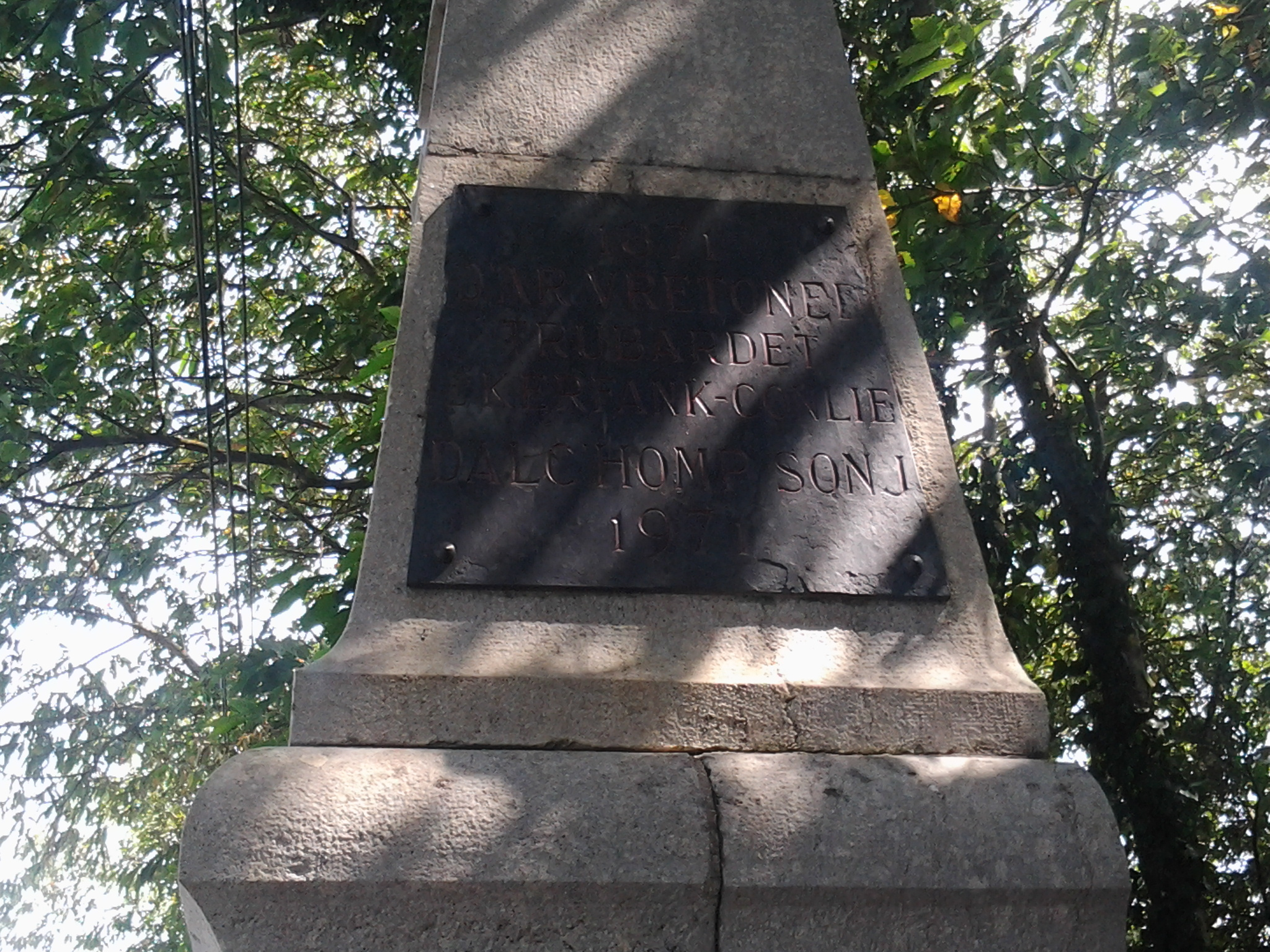
Plaque sur le Monument des Bretons à Conlie.

La chanson relate un épisode tragique et méconnu de la guerre de 1870. Une armée baptisée Armée de Bretagne avait été levée sous la direction d'Émile de Kératry. Mais l'état-major parisien la laissa pourrir de longs mois durant dans la boue du camp de Conlie, dans la Sarthe, que les soldats surnomment Kerfank, la ville de boue. La chanson évoque ainsi les cris des soldats bretons mourant de froid et de malnutrition, implorant le général de Marivault de les renvoyer à la maison : « General, ma general d'ar gêr, d'ar gêr ma général, n'eo ket d'ar brezel ! » (à la maison mais pas à la guerre). Marivault loua leur ardeur à vouloir partir à la guerre, ignorant qu'en breton, d'ar ger ne veut pas dire "à la guerre", mais "à la maison".
Aujourd'hui à la sortie de Conlie, il existe le monument de la Jaunelière, à l'endroit dénommé la Butte du Camp, où est inscrit « 1871 D'ar Vretoned trubardet Kerfank-Conlie, dalc'homp soñj 1971 » (Aux Bretons trahis au village de boue de Conlie. Souvenons-nous).
La mélodie se base sur un An dro nommé Gweharral précédemment enregistré par Kistinidiz en 1975 sur leur album Chants à Danser Du Pays Pourlet chez Arfolk. Gweharral (gwechall en breton moderne) signifie autrefois en breton bas-vannetais (cf. gwech et arall).